# 17-й батальон шуцманшафта
17-й латышский батальон шуцманшафта «Ви́дземес» (нем. 17 Lettische Schutzmannschafts Bataillon "Vidzeme", латыш. 17. Vidzemes policijas bataljons) — латышское коллаборационистское военизированное формирование времён Второй мировой войны, сотрудничавшее с немецкими оккупационными властями, один из более чем 40 сформированных в Латвии полицейских батальонов.

## История

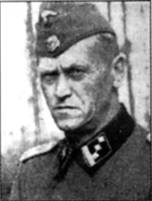
Один из членов батальона — Альфонс Скрауя

Батальон образован одним из первых латышских полицейских батальонов 21 декабря 1941 года в Риге, его командиром стал капитан Альфонс Ф. Скрауя. Изначально насчитывал 279 солдат, 47 младших офицеров и 10 старших офицеров. 28 декабря был отправлен поездом в Белоруссию. Дислоцировался в Лепеле в бывших казармах РККА с 1 января 1942 года  по середину марта 1942 года.  Официальное название «Видземес» (Видземский) получил 9 января 1942. После завершения обучения начал нести службу в районе Полоцка и Витебска.  На протяжении службы батальоном командовал капитан Карлис Герберс, тремя ротами батальона руководили капитан Пурмалис и старшие лейтенанты Суна и Вилкс соответственно.
Батальон подчинялся непосредственно руководству Рейхскомиссариата Остланд, а также высшему руководству СС и оккупационной полиции.

### Карательные операции в Белоруссии
Основными задачами батальона были борьба с партизанами и истребление еврейского населения. В феврале 1942 года батальон командирован в Полоцк, 1-я рота охраняла железную дорогу Витебск-Полоцк.
По возвращении в Лепель  28 февраля 1942 года батальон принимал участие в ликвидации Лепельского гетто, когда было убито более 1500 евреев.
9 марта батальон вступил в первые бои с белорусскими партизанами в болотах Лепеля и в течение месяца вёл против них там упорные и кровопролитные бои. Противостоявшие 17-му батальону партизаны были очень хорошо вооружены.

### Карательные операции на Украине
В мае 1942 года весь батальон был перебазирован на Украину, в Днепропетровск, в течение первых недель он нёс караульную службу. После боёв под Харьковом батальон пришлось фактически растянуть на несколько километров, чтобы подготовить его на случай возможного продвижения советских войск на Украину. Однако вскоре угроза наступления была ликвидирована. 21 июля батальон вернулся в Днепропетровск, где его командиром стал подполковник Янис Никанс. Батальон продолжил нести службу вплоть до мая 1943 года.
Постоянные стычки с партизанами ослабили и так не слишком сильный батальон, и в конце концов личный состав батальона был переправлен сначала в Киев, потом в Овруч, где его присоединили к 25-му латышскому батальону шуцманшафта «Абавас», находившемуся вблизи Белоруссии.

## Вооружение и снабжение
Изначально батальон испытывал серьёзный дефицит вооружения и обмундирования, однако эту проблему немцам удалось решить к концу декабря. Тем не менее, тяжёлое вооружение батальону не поставлялось даже после окончания обучения его военнослужащих. Каждый член батальона носил нарукавные повязки с цветами латышского национального флага.